# Dicranomyia subviridis
Dicranomyia subviridis är en tvåvingeart som beskrevs av Alexander 1922. Dicranomyia subviridis ingår i släktet Dicranomyia och familjen småharkrankar. Inga underarter finns listade i Catalogue of Life.